# Жамбыл (Жамбылский сельский округ)
Жамбыл (каз. Жамбыл) — село в Мактааральском районе Туркестанской области Казахстана. Административный центр Жамбылского сельского округа. Находится примерно в 22 км к северо-востоку от районного центра, города Жетысай. Код КАТО — 514447100.

## Население
В 1999 году население села составляло 2619 человек (1277 мужчин и 1342 женщины). По данным переписи 2009 года, в селе проживало 2845 человек (1456 мужчин и 1389 женщин).